# Metinaro
Metinaro ist der Hauptort des osttimoresischen Verwaltungsamts Metinaro (Gemeinde Dili). „Metinaru“ bedeutet auf Nanaek „langes Riff“.

## Geographie
Der Ort Metinaro liegt in Luftlinie etwa 18 km östlich von der Landeshauptstadt Dili, auf einer Meereshöhe von 12 m. Sein Zentrum liegt im Suco Sabuli, die Siedlung dehnt sich aber bis in den Nachbarsuco Wenunuc aus. In der gesamten Siedlung gibt es drei Grundschulen, eine Sekundärschule, eine Polizeistation und ein kommunales Gesundheitszentrum.

## Einwohner
Im Ort leben 4316 Menschen (2006).

## Geschichte

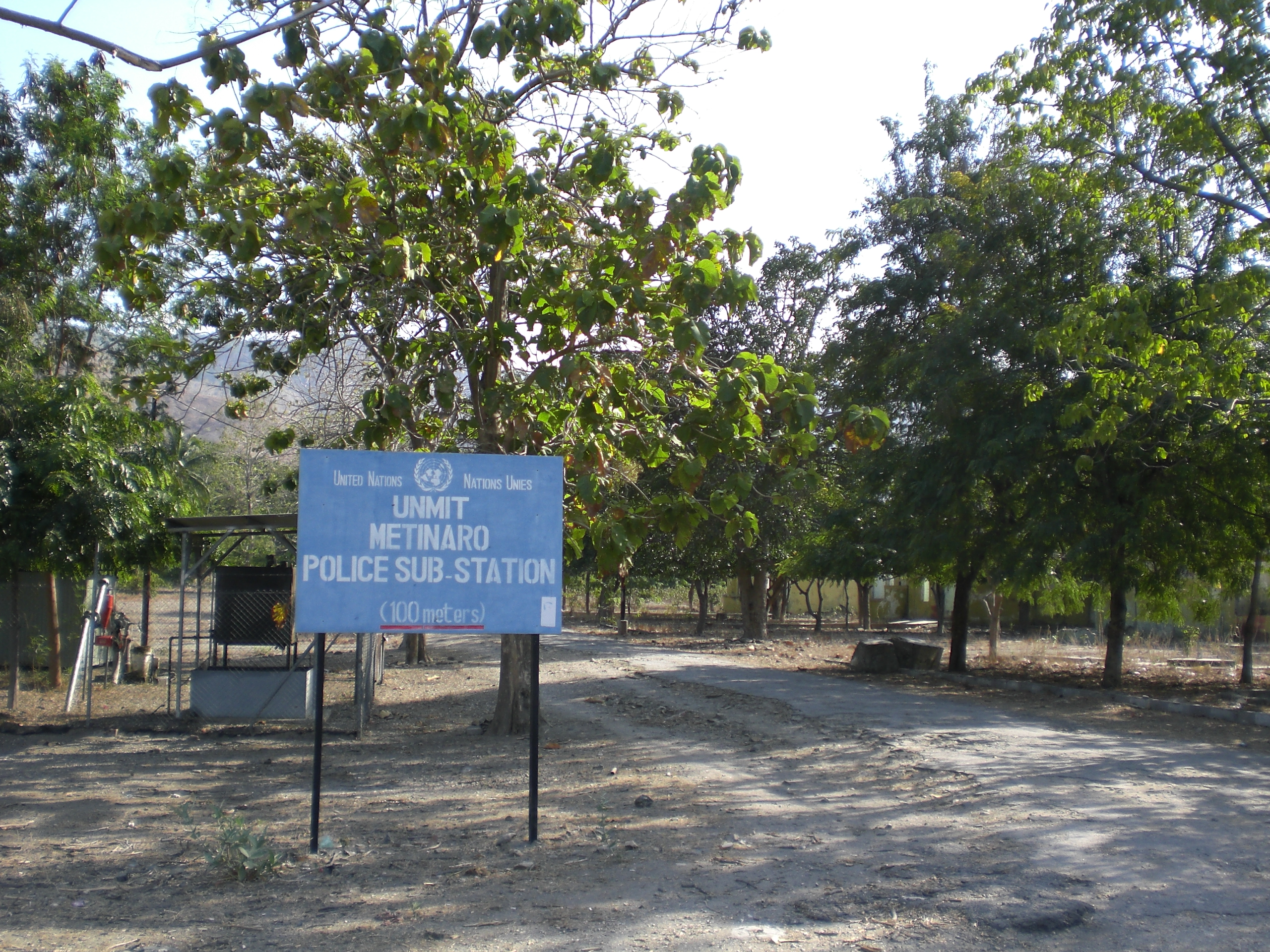
Polizeistation in Metinaro zur Zeit der UNMIT (2009)

Das Gebiet Metinaros und Heras gehörte bis an die heutige Grenze zum Verwaltungsamt Cristo Rei, mit dem Bergmassiv des Cacusa, ursprünglich zum Reich von Laclo. Erst mit der Gründung des Ortes Metinaro in den 1960er-Jahren wurde das Land von der Einflusssphäre des Liurai von Laclo abgetrennt.
Im Ort Metinaro gab es 1978 ein Lager für Osttimoresen, die zur besseren Kontrolle von den indonesischen Besatzern umgesiedelt werden sollten. Bis Mitte 1979 wurden hier 40.000 Menschen festgehalten.
Zwischen Juli und August 1999, früher als im Rest Osttimors, hatten die meisten Einwohner Metinaros aufgrund der Gewaltwelle den Ort verlassen. Pro-indonesische Milizen (Wanra) hatten die Bevölkerung terrorisiert, 70 % des Ortes wurden zerstört.
Infolge der Parlamentswahlen am 30. Juni 2007 und der anschließenden Beauftragung von Xanana Gusmão zur Regierungsbildung kam es in vielen Teilen des Landes zu gewaltsamen Ausschreitungen und Kämpfen zwischen Anhängern der neuen Regierung und Sympathisanten der FRETILIN. Am 22. August kämpften hundert bis dreihundert mit Macheten, Stahlpfeilen und Bögen gegeneinander. Die Polizei brachte die Situation wieder unter ihre Kontrolle, doch der Markt wurde komplett niedergebrannt. Drei Personen wurden verhaftet. Am Tag darauf kam es erneut zu Kämpfen, bei denen zehn Häuser in Flammen aufgingen.